# Zozibini Tunzi
Zozibini Tunzi, född 18 september 1993 i Tsolo, är en sydafrikansk fotomodell och skönhetsdrottning som blev krönt till Miss Universum 2019 den 8 december 2019, i Atlanta, USA. Hon blev den tredje sydafrikanska vinnaren av skönhetstävlingen, och den första med mörk hy från landet att vinna en av de fyra stora skönhetstävlingarna.